# Алихаджиев, Руслан Шамилевич
Руслан Шамилевич Алихаджиев (1961, Шали, Чечено-Ингушская АССР — 2000) — чеченский государственный, политический и военный деятель. 4-й председатель Парламента ЧРИ в 1997—2000 годах. Бригадный генерал Вооруженных сил Ичкерии. С декабря 1994 года — командир Шалинского полка, с февраля 1995 года — командующий Южным Фронтом, затем — Агиштинским фронтом ВС ЧРИ. Являлся представителем Президента ЧРИ Джохара Дудаева в штабах Восточного и Ножай-Юртовского направлений, а также командующим Шалинским направлением ВС ЧРИ. С августа 1996 года руководил обороной Авторхановского направления ВС ЧРИ.

## Биография
Родился и проживал в райцентре Шали. Работал на Шалинском заводе железобетонных изделий, затем служил в Западной группе советских войск на территории ГДР в танковых частях. После окончания срочной службы окончил школу прапорщиков и до 1992 года служил прапорщиком в Западной группе войск. В 1992 году Алихаджиев вернулся в Грозный. Учился в Грозненском нефтяном институте, одновременно служил командиром ремонтного батальона в Шалинском танковом полку Вооружённых сил ЧРИ. До 1995 года активного участия в политической жизни не принимал. В ноябре 1994 года во время попытки формирований оппозиционного Временного Совета ЧР захватить Грозный был назначен и. о. командира танкового полка.
После ввода российских войск на территорию Чечни в декабре 1994 года стал полевым командиром. Организовал отряд в несколько сот человек, в который вошли в основном выходцы из Шали и Шалинского района («Шалинский полк»). С февраля 1995 года являлся командующим Южным фронтом, затем — командующим Агиштинским фронтом. Был представителем Президента ЧРИ Джохара Дудаева в штабах Восточного и Ножай-Юртовского направлений, командующим Шалинским направлением. Во время захвата Грозного в августе 1996 года занимал пост командующего Ленинским направлением (в Ленинском районе Грозного). Получил звание бригадного генерала.
В феврале 1997 года избран депутатом Парламента ЧРИ от Шали. 17 марта 1997 года на первом заседании Парламента 2-го созыва избран Председателем Парламента ЧРИ (получил голоса 39 из 43 депутатов). В связи с изданием президентом ЧРИ Асланом Масхадовым указа № 39 от 3 февраля 1999 года «О введении полного шариатского правления на территории Чеченской Республики Ичкерия» Парламент был лишён законодательных функций. Начавшийся таким образом конфликт был разрешён через некоторое время — Парламент отменил указ о лишении его законодательных функций. Однако само введение «полного шариатского правления» в целом было поддержано. В частности, говоря о возможности совмещения шариата и республиканской формы правления, Алихаджиев отметил:

«Легитимная власть, избранная народом в лице президента и парламента не может быть нелегитимной из-за того, что в республике провозглашены шариатские принципы в качестве руководящих… Если Шариат признается гражданами Чечни, то почему республиканская власть не должна взять Шариат к руководству при управлении мусульманским народом и принять на себя соответствующие Шариату обязанности перед народом?»

Во время второй чеченской войны он не стал принимать активного участия в боевых действиях, а стремился путём переговоров прекратить огонь от имени президента ЧРИ Аслана Масхадова.
17 мая 2000 года Алихаджиев был задержан в собственном доме в Шали. 25 мая о задержании Алихаджиева на пресс-конференции заявил первый заместитель начальника Генерального штаба генерал-полковник Валерий Манилов. 22 сентября 2000 года на слушаниях в Государственной думе заместитель генерального прокурора РФ Юрий Бирюков заявил, что Алихаджиев был похищен бандформированиями и убит. В связи с этим в июле 2000 года было возбуждено уголовное дело прокуратурой Шалинского района Чеченской Республики по статье 126 УК РФ (похищение человека), однако в апреле 2001 года приостановлено. Родственниками подана жалоба в Страсбургский суд. 5 июля 2007 года Страсбургский суд по делу «Алихаджиева против России» признал, что Алихаджиев был задержан у себя дома российскими войсками и должен считаться погибшим, так как со времени его ареста о нём не было никаких новостей.
Алихаджиев стал самым высокопоставленным ичкерийским деятелем, который исчез в Чечне после задержания российскими военными. При этом спецслужбы официально отчитались о «задержании видного террориста Алихаджиева». Вскоре после его исчезновения в Чечне началась фугасная война.